# UN-Konvention gegen Verschwindenlassen
Die UN-Konvention gegen Verschwindenlassen (englischer Originaltitel International Convention for the Protection of All Persons from Enforced Disappearance, deutsch Internationales Übereinkommen zum Schutz aller Personen vor dem Verschwindenlassen) verpflichtet die Vertragsstaaten,

„das Verschwindenlassen von Personen durch die Gesetzgebung zu verbieten und unter Strafe zu stellen. Außerdem werden ihnen Verpflichtungen zwecks Prävention auferlegt: die geheime Haft wird verboten, Freiheitsentzug darf nur in offiziell anerkannten und überwachten Einrichtungen stattfinden, in denen alle Gefangenen registriert sind, das absolute Recht auf Habeas Corpus (das Recht jedes Häftlings, die Verfassungs- oder Gesetzmäßigkeit seiner Festnahme vor Gericht anzufechten) wird garantiert, sowie das Recht, Informationen über Gefangene zu erhalten. Weiter sichert die Konvention das Recht auf Wahrheit und auf Wiedergutmachung für Opfer und deren Angehörige, sowie das Recht, Vereine und Organisationen für den Kampf gegen das Verschwindenlassen zu bilden. Die Konvention regelt auch die unrechtmäßige Entführung von Kindern, deren Eltern Opfer der Praxis des Verschwindenlassen wurden, sowie die Fälschung der Identität dieser Kinder und deren Adoption.“

Das Übereinkommen ist als rechtsverbindliches Instrument gegen das Verschwindenlassen von Personen konzipiert: Gemäß Artikel 1 soll niemand Opfer einer solchen Praxis werden.
Die Konvention sieht keine Ausnahmesituationen vor: Weder Krieg, Kriegsgefahr, politische Instabilität noch ein anderer öffentlicher Notstand darf als Rechtfertigung zum Verschwindenlassen von Personen herangezogen werden.

## Begriffsdefinition „Verschwindenlassen“
„Unter dem Ausdruck ‚Verschwindenlassen‘ wird die Festnahme, Haft, Entführung oder jede andere Form von Freiheitsentzug durch Staatsagenten oder durch eine Person oder Personengruppe verstanden, die mit der Erlaubnis, Unterstützung oder Duldung (billigende Inkaufnahme) des Staates handelt, gefolgt von einer Weigerung, den Freiheitsentzug zu bestätigen oder von einer Verheimlichung des Schicksals oder des Aufenthaltsortes der verschwundenen Person, was der betroffenen Person jeden rechtlichen Schutz entzieht (Artikel 2).“

## Verpflichtungen der Vertragsstaaten
„Die Vertragsstaaten werden verpflichtet, das Verschwindenlassen von Personen durch die Gesetzgebung zu verbieten und unter Strafe zu stellen. Außerdem werden ihnen Verpflichtungen zwecks Prävention auferlegt: die geheime Haft wird verboten, Freiheitsentzug darf nur in offiziell anerkannten und überwachten Einrichtungen stattfinden, in denen alle Gefangenen registriert sind, das absolute Recht auf Habeas Corpus (das Recht jedes Häftlings, die Verfassungs- oder Gesetzmäßigkeit seiner Festnahme vor Gericht anzufechten) wird garantiert, sowie das Recht, Informationen über Gefangene zu erhalten. Weiter sichert die Konvention das Recht auf Wahrheit und auf Wiedergutmachung für Opfer und deren Angehörige, sowie das Recht, Vereine und Organisationen für den Kampf gegen das Verschwindenlassen zu bilden. Die Konvention regelt auch die unrechtmäßige Entführung von Kindern, deren Eltern Opfer der Praxis des Verschwindenlassen wurden, sowie die Fälschung der Identität dieser Kinder und deren Adoption.“

## Geschichte
Die Debatte über das Verschwindenlassen hat ihren Ursprung in der lateinamerikanischen Menschenrechtsbewegung und deren Auseinandersetzung mit den Verbrechen der rechten Militärdiktaturen. Nach dem Ende der Militärdiktaturen in beispielsweise Chile oder Argentinien forderten Menschenrechtsaktivisten eine Aufklärung über den Verbleib der während der Zeit der Diktatur verschwundenen Personen (Desaparecidos).
1980 richtete die UNO Menschenrechts-Kommission eine Arbeitsgruppe ein, um die Problematik von vermissten und verschwundenen Personen anzugehen.
1992 verkündete die UN-Generalversammlung eine Erklärung zum Schutz aller Personen gegen das Verschwindenlassen; 2002 betraute die Menschenrechts-Kommission eine Arbeitsgruppe mit der Ausarbeitung eines Konventionsentwurfes.
Im September 2005 hatte die Arbeitsgruppe ihr Mandat mit der Übergabe eines Entwurfs an die Menschenrechts-Kommission erfüllt. Im Juni 2006 kam der Menschenrechtsrat erstmals zusammen; er hat dabei den Entwurf einstimmig gutgeheißen und an die Generalversammlung überwiesen, diese hat dem Konventionsentwurf am 20. Dezember 2006 zugestimmt.
Das Übereinkommen wurde am 20. Dezember 2006 von UN-Generalversammlung verabschiedet, es trat am 23. Dezember 2010 in Kraft.
Die UN-Konvention gegen das Verschwindenlassen ist somit das Resultat eines mehr als 30 Jahre langen Bestrebens von Angehörigen von Verschwundenen und Menschenrechtsexperten, einen neuen Straftatbestand im Völkerrecht zu implementieren.

## Stand der Ratifizierung
Am 14. Mai 2024 war der Vertrag von insgesamt 98 Staaten unterzeichnet und von 76 ratifiziert. Zuletzt unterzeichnet wurde der Vertrag 2018 von der Dominikanischen Republik, zuletzt ratifiziert wurde der Vertrag von Thailand am 14. Mai 2024.

## Kontrollorgan UN-Ausschuss
Für die Überprüfung der Umsetzung der vereinbarten Rechte und Pflichten wurde von der UNO ein Überwachungs-Ausschuss eingesetzt. Der Ausschuss (engl. Committee on Enforced Disappearances, CED) verfügt über weitreichende Kompetenzen und kennt neben der Entgegennahme von Individualbeschwerden (Art. 31) und Staatenbeschwerden (Art. 32) auch ein dringliches Verfahren, sowie die Berechtigung, Felduntersuchungen durchzuführen, sofern die Vertragsstaaten bei der Ratifizierung der diesbezüglichen Zuständigkeit des Ausschusses zustimmten. Außerdem kann er Vorfälle von verbreitetem und systematischem Verschwindenlassen vor die UNO-Generalversammlung bringen. Der Ausschuss hat die Ermächtigung, dringliche Maßnahmen zu empfehlen. Unter bestimmten Umständen kann das Verschwindenlassen von Personen als ein Verbrechen gegen die Menschlichkeit betrachtet werden und eine internationale Strafverfolgung nach sich ziehen. Dabei stehen der internationalen Gemeinschaft die Organe der Vereinten Nationen zur Verfügung.
| Name                            | Land        | Bis zum 30. Juni |
| ------------------------------- | ----------- | ---------------- |
| Hr. Juan Pablo Alban Alencastro | Ecuador     | 2025             |
| Hr. Mohammed Ayat               | Marokko     | 2025             |
| Hr. Matar Diop                  | Senegal     | 2023             |
| Hr. Olivier de Frouville        | Frankreich  | 2023             |
| Fr. Suela Janina                | Albanien    | 2025             |
| Fr. Milica Kolakovic-Bojovic    | Serbien     | 2025             |
| Fr. Barbara Lochbihler          | Deutschland | 2023             |
| Hr. Juan José López Ortega      | Spanien     | 2023             |
| Hr. Horacio Ravenna             | Argentinien | 2025             |
| Fr. Carmen Rosa Villa Quintana  | Peru        | 2023             |